# Stadtparlament Wil

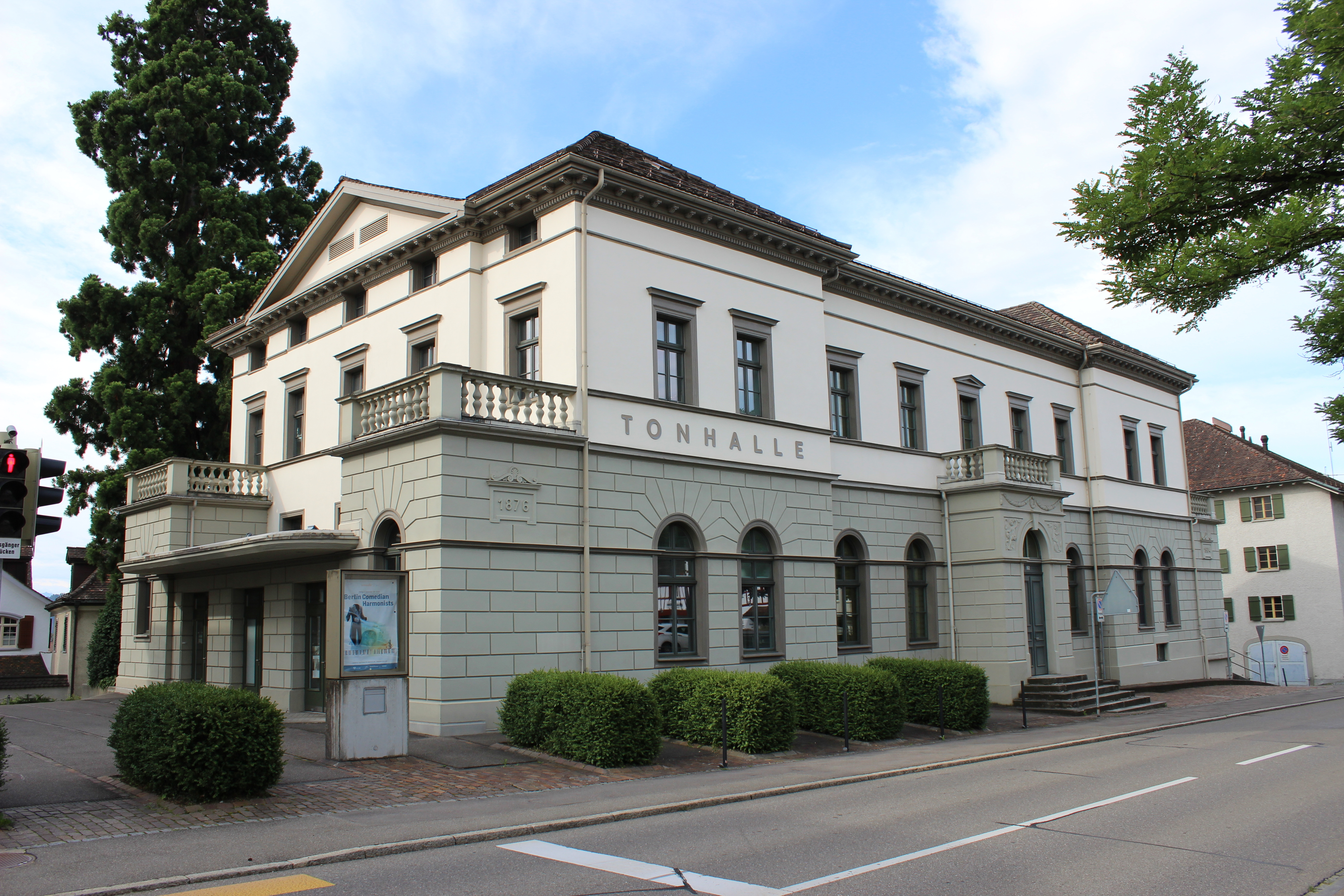
Die Tonhalle Wil, der Tagungsort des Parlaments.

Das Stadtparlament Wil ist das Parlament der Stadt Wil. Es ist die oberste gesetzgebende Behörde der Stadt. Das Parlament umfasst 40 Mitglieder, die im Proporzverfahren für vier Jahre gewählt werden. Wahlkreise gibt es keine. Das Parlament tagt in der Tonhalle Wil.

## Geschichte
Vor dem Parlament gab es in Wil eine Bürgerversammlung. Die letzte Bürgerversammlung fand 1984 statt, gleichzeitig wurde die Schulgemeinde in die politische Gemeinde korporiert. Das Parlament wurde 1985 konstituiert und tagte damals noch im Katholischen Pfarreizentrum.

## Aufgaben
Gemäss der Gemeindeordnung (Art. 37) hat das Stadtparlament unter anderem folgende Aufgaben:
- Beschlussfassung über die dem obligatorischen oder fakultativen Referendum unterstehenden Geschäfte;
- Beschlussfassung über den Geschäftsbericht des Stadtrats;
- Beschlussfassung über Finanzgeschäfte gemäss Anhang;
- Vernehmlassungen zur Projektierung von Strassenbauten des Kantons mit einem Kostenvoranschlag über Fr. 500'000 bis Fr. 2'000'000;
- Erlass der Reglemente über Dienst- und Besoldungsverhältnisse von Behördemitgliedern und Verwaltungspersonal;
- Genehmigung von Verwaltungsplänen einschliesslich der Richtpläne für die Raumordnung, die für Stadtrat und Stadtparlament wegleitend sind;
- Genehmigung der Übertragung von Verwaltungsaufgaben auf eine andere Gemeinde;
- Beschlussfassung über Globalkredite für Gemeindeunternehmen und Dienststellen, die nach den Grundsätzen der wirkungsorientierten Verwaltungsführung geführt werden;
- Beschlussfassung über die Annahme und Ablehnung von Schenkungen und Legaten mit belastenden Bedingungen;
- Erteilung des Gemeinde- und Ortsbürgerrechts auf Antrag des Einbürgerungsrats, soweit dies das kantonale Recht vorsieht;
- Behandlung von Vorstössen gemäss Geschäftsreglement des Stadtparlaments;
- Beschlussfassung über weitere Geschäfte, für die das Stadtparlament von Gesetzes wegen zuständig ist.

## Parteien und Fraktionen
- Grüne: 5
- SP: 6
- GLP: 2
- EVP: 1
- CVP: 10
- FDP: 6
- SVP: 10

| Partei              | 2008 | 2012 | 2016 | 2020 | 2024 |
| ------------------- | ---- | ---- | ---- | ---- | ---- |
| Die Mitte           | 13   | 13   | 9    | 8    | 10   |
| SVP                 | 7    | 7    | 9    | 9    | 10   |
| FDP/Jungfreisinnige | 7    | 8    | 8    | 8    | 6    |
| SP/Juso             | 5    | 8    | 6    | 7    | 6    |
| Grüne/Junge Grüne   | 6    | 5    | 6    | 6    | 5    |
| glp                 | 1    | 3    | 1    | 1    | 2    |
| EVP                 | 1    | 1    | 1    | 1    | 1    |
| Total               | 40   | 45   | 40   | 40   | 40   |

Eine Fraktion besteht gemäss der Gemeindeordnung (Art. 25) bzw. dem Geschäftsreglement (Art. 28) aus mindestens drei Parlamentsmitgliedern. Momentan (Stand: Juli 2024) gibt es fünf Fraktionen. Die FDP und die glp haben zusammen eine Fraktion gebildet, ausserdem bildeten die CVP bzw. Die Mitte und die EVP eine gemeinsame Fraktion.

## Mitglieder

### Anzahl
Zur ersten Wahl (2012) nach der Fusion mit Bronschhofen wurde das Parlament mit einem separaten Wahlkreis für Bronschhofen mit fünf Mitgliedern erweitert. 2016 wurde das Parlament wieder verkleinert. Wahlkreise gab es ansonsten vorher und nachher keine.

### Vergütung
Das Stadtparlament ist ein Milizparlament. Die Mitglieder üben neben ihrem Mandat einen Beruf aus. Ein Reglement gibt den Rahmen für Entschädigungen für die Arbeit der Parlamentsangehörigen vor. Kommissionssitzungen werden abhängig von ihrer Dauer vergütet; die Fraktions- und Parlamentssitzungen mit einer Sitzungspauschale. Diese beträgt 105 Franken, unabhängig von der Länge der Sitzung (Art. 3). Kommissionssitzungen werden mit 70 Franken in der ersten Stunde und 35 Franken für jede zusätzliche Stunde abgegolten. Der Aufwand für die individuelle Vor- und Nachbereitung der Geschäfte wird nicht entschädigt. 

## Kommissionen
Das Parlament umfasst gemäss Geschäftsreglement (Art. 9) fünf ständige Kommissionen mit jeweils sieben Mitgliedern:
- Geschäftsprüfungskommission
- Bau- und Verkehrskommission
- Werk- und Energiekommission
- Liegenschaftenkommission
- Bildungskommission

Daneben kann das Präsidium auch nichtständige Kommissionen mit Geschäften beauftragen (Art. 17).

## Liste der Präsidenten des Stadtparlaments
Für ein Amtsjahr wählt das Parlament ein Präsidium. Turnusgemäss kommen die verschiedenen Parteien zu diesem Privileg:
| Amtsjahr | Name                   | Partei       |
| -------- | ---------------------- | ------------ |
| 1985     | Peter Summermatter     | CVP          |
| 1986     | Elisabeth Roth         | FDP          |
| 1987     | Albin Böhi             | CVP          |
| 1988     | Hans Schück            | SP           |
| 1989     | Josef Hartmann         | CVP          |
| 1990     | Karl Josuran           | FDP          |
| 1991     | Christian Schmid       | SP           |
| 1992     | Tarzis Meyerhans       | CVP          |
| 1993     | Walter Hadorn          | FDP          |
| 1994     | Albert Kohler          | CVP          |
| 1995     | Fritz Locher           | Auto-Partei  |
| 1996     | Anton Spirig           | CVP          |
| 1997     | Karin Keller-Sutter    | FDP          |
| 1998     | Armin Eugster          | CVP          |
| 1999     | Monika Paminger Müller | SP           |
| 2000     | Heiner Graf            | CVP          |
| 2001     | Roland Brütsch         | FDP          |
| 2002     | Alfred Rüegg           | CVP          |
| 2003     | Susanne Hartmann       | CVP          |
| 2004     | Marianne Mettler       | SP           |
| 2005     | Norbert Hodel          | FDP          |
| 2006     | Dorothee Zumstein      | SVP          |
| 2007     | Ester Spinas-Hensch    | Grüne prowil |
| 2008     | Marcus Zunzer          | CVP          |
| 2009     | Dario Sulzer           | SP           |
| 2010     | Christof Gämperle      | FDP          |
| 2011     | Mario Schmitt          | SVP          |
| 2012     | Erwin Schweizer        | CVP          |
| 2013     | Michael Sarbach        | Grüne prowil |
| 2014     | Silvia Ammann          | SP           |
| 2015     | Adrian Bachmann        | FDP          |
| 2016     | Christa Grämiger       | CVP          |
| 2017     | Ursula Egli-Seliner    | SVP          |
| 2018     | Luc Kauf               | Grüne prowil |
| 2019     | Marc Flückiger         | FDP          |
| 2020     | Roland Bosshart        | CVP          |
| 2021     | Christof Kälin         | SP           |
| 2022     | Pascal Stieger         | SVP          |
| 2023     | Daniel Gerber          | FDP          |
| 2024     | Christoph Hürsch       | Die Mitte    |

Aufgabe der Parlamentspräsidentin oder Parlamentspräsidenten ist gemäss Geschäftsreglement (Art. 5):
- Leitung der Verhandlungen des Stadtparlaments;
- Wahrung der Rechte des Parlaments und des Geschäftsreglements;
- Vertretung des Stadtparlaments gegen aussen:
- Unterzeichnung im Namen des Parlamentes mit dem Parlamentssekretär.